# Cour suprême de New York
Pour les articles homonymes, voir Cour suprême.
La cour suprême de New York (en anglais : New York Supreme Court) est le tribunal de première instance et d'appel de l'État de New York aux États-Unis. Son siège se trouve à New York, au 60 Centre Street à Foley Square, Manhattan.
Contrairement à ce que son nom indique, elle n'est pas l’instance la plus haute du système judiciaire de l'État, elle juge en première instance les infractions de l'État. Les appels peuvent être interjetés dans la Appellate Division de la Cour suprême, servant de cours intermédiaires. Le tribunal qui décide en dernier ressort est la Cour d'appel (Court of Appeals) (en), qui siège à Albany et dont le traitement des affaires est discrétionnaire.

## Organisation géographique
La Cour est divisée en treize districts et concerne la juridiction de l'ensemble des 62 comtés de l'État.

## Histoire
Elle est fondée en 1691 et est donc la plus ancienne cour américaine traitant de compétence générale.

## Fonctionnement
La Cour suprême de New York gère les affaires civiles de tout l'État, ainsi que des crimes commis dans la ville de New York elle-même (les cinq comtés intégrés de Richmond, de Kings, de Queens, de Manhattan et du Bronx).
En dehors de New York, ce sont les tribunaux de comté qui traitent des affaires criminelles.